# مسلم بن عمرو الباهلي
أَبُو صَالِح مُسَلم بْنُ عَمْرُو بْنِ الحُصَين بْنِ رُبَيعَة البَاهِلِي من رجال يزيد بن معاوية ومن المقربين منه، وهو أبو القائد المشهور قتيبة بن مسلم الباهلي أمير خراسان، وبعد وفاة يزيد بن معاوية صار من أنصار مصعب بن الزبير وحارب معه الأمويين وقُتَل معه عام 72 هـ على يد جيش عبد الملك بن مروان، وقد طلب قبل أن يُقتل وبه جراحات الأمان لأولاده وماله من خالد بن يزيد بن معاوية.

## نسبه
هو مسلم بن عمرو بن الحُصين بن ربيعة بن خالد بن أسيد الخير بن قُضاعي بن هلال بن سلامة بن ثعلبة بن وائل بن معن بن مالك بن أعصر الباهلي.